# はぐれ刑事三世
『はぐれ刑事三世』（はぐれけいじさんせい）は、2020年10月15日の木曜 20時 - 21時48分にテレビ朝日系列のドラマスペシャルとして放送されたテレビドラマ。
主演は、テレビ朝日系ドラマ初主演となる原田泰造。日中はとぼけて昼行燈を演じている刑事が相手の話の矛盾に入り込みながら、難攻不落の刺殺事件の真相に迫っていくさまを描く。
1988年から2009年までテレビ朝日系列で放送された藤田まこと主演の『はぐれ刑事純情派』をオマージュした設定ではあるが、直接の続編ではない（伝説の刑事に名前が似ているとされるだけで具体的な関連の明示はない）。

## キャスト

### 主要人物
浦安吉之（うらやす よしゆき）
演 - 原田泰造（幼少期：原田幸明）
本作の主人公。警視庁捜査一課河辺班所属の刑事で、階級は警部補。
普段は人の話を信じて騙されてしまう昼行燈を演じているが、実はかなりの敏腕。事件の関係者の心にさりげなく入り込んで捜査を進める力がある。重度の方向音痴（班単位で出動しても本人だけはぐれる）と、山手中央警察署で辣腕で鳴らした伝説的刑事・安浦吉之助に名前が似ていることから“はぐれ刑事三世”というあだ名がつけられている。また、「やっさん」とも呼ばれることもあるが、本人は「名前が似ているだけで襲名なんて、本人（安浦刑事）に失礼だよ」と謙遜している。
幼少期、両親が詐欺師に騙されて多額の借金を背負わされ自分を残して心中したことから人を騙す事・誰かが騙される事を人一倍憎むようになり、「自ら騙されることで他人を救おう。他人を救うために必要なら喜んで騙されてやる」と決意し警察官になっている。警察官になったのは彼なりの「復讐」であると班長の河辺に評されている。

### 警視庁捜査一課 河辺班
仁城華子（にんじょう はなこ）
演 - 内田理央
浦安の相棒役の女性刑事。階級は巡査部長。
正義に対して強いこだわりを持ち、“捜査ファースト”で捜査のためなら政治家である父親の名を躊躇なく使う。浦安に負けず劣らず方向音痴。幼少期に政治家の父を通して大人たちが騙しあう姿を垣間見たことから、人に騙されることに人一倍、警戒心を持っている。
真島志乃（ましま しの）
演 - しゅはまはるみ
警視庁捜査一課河辺班の中堅刑事。階級は巡査部長。
浦安や華子に振り回される班長の河辺を気遣う。
玉瀬壮太（たませ そうた）
演 - 荒井敦史
警視庁捜査一課河辺班の若手刑事。階級は巡査部長。
河辺一成（かわべ いっせい）
演 - 立川談春
警視庁捜査一課河辺班の班長。警部。
浦安と華子の勝手な捜査の尻拭いで、年中胃薬が欠かせない。捜査では先入観を捨て疑ってかかることを信条としている。

### 浦安の家族
浦安都子（うらやす みやこ）
演 - 真飛聖
吉之の妻。
占い師の言うことをすぐに信用する。現在、占い師の助言で水玉柄のグッズの収集に凝っている。
浦安民都（うらやす みんと）
演 - 傳谷英里香
吉之と都子の娘。父・吉之の様に騙されるほど人を信じてくれる性格の男性が好み。

### 事件関係者

#### ロマンティック製作所
大角芽衣（おおすみ めい）
演 - 紺野まひる
IT企業「ロマンティック製作所」社長。美しすぎるIT社長として世間から注目を集めている。
浦賀有美（うらが ゆみ）〈45〉
演 - 松岡依都美
IT企業「ロマンティック製作所」副社長。殺人事件の被害者。

#### 植井商事
古沢秀史（ふるさわ ひでふみ）
演 - 佐戸井けん太
総合商社「植井商事」社長。「ロマンティック製作所」を敵対視している。
今北茉理（いまきた まり）
演 - 逢沢りな
「植井商事」の社長秘書。
社長命令でSNSに「ロマンティック製作所」の誹謗中傷を投稿している。植井圭介と交際している。
植井圭介（うえい けいすけ）
演 - 忍成修吾
「植井商事」の取締役。創業者一族の御曹司。古沢と確執がある。

#### 新宿三田亭
三田陽菜（みた はるな）
演 - 藤井美菜
レストラン「新宿三田亭」の2代目オーナーシェフ。殺人事件の第一発見者。
三田蓮太郎（みた れんたろう）
演 - 小久保丈二
レストラン「新宿三田亭」の創業者にして初代オーナーシェフ。陽菜の父。半年前に階段からの転落事故で亡くなっている。

### その他
仁城礼司 （にんじょう れいじ）
演 - 天宮良
華子の父。衆議院議員。
麻生美麗（あそう みれい）
演 - 今井あずさ
スナック「別離」のママ。陽菜の父・蓮太郎と共に階段からの転落事故で亡くなっている。
青野春哉（あおの はるや）
演 - 山田悠介
「青野メカニック」経営者。大角芽衣の高校時代の恋人。植井商事の古沢社長から支援を受けている。
小番鮫一（おばた こういち）
演 - 田鍋謙一郎
「植井商事」お抱えのヤクザたちのまとめ役。「植井商事」が進める土地の再開発計画で「新宿三田亭」に立ち退きを迫る。
受付
演 - 有沢雪
「ロマンティック製作所」の受付。
賀来照男（かく てるお）
演 - 門石藤矢
銀座のホテルのバーのバーテン。
井出龍介（いで りゅうすけ）
演 - 蔵田純
浦安民都の彼氏候補。騙されない性格のため民都にふられてしまう。
住民A
演 - 藤田るみ
住民B
演 - 斉木きょうこ
麻生美麗の転落死について噂話をしていた。

## スタッフ
- 脚本 - 大上忠稔
- 警察監修 - 古谷謙一（カートエンターテインメント）
- 技斗 - 深作覚
- 技術協力 - アップサイド、ヴァンシャープ
- 協力 - 株式会社藤田まこと企画
- ゼネラルプロデューサー - 関拓也（テレビ朝日）
- プロデューサー - 浜田壮瑛（テレビ朝日）、島田薫（東映）
- 監督 - 大谷健太郎
- 制作 - テレビ朝日、東映